# Фарні
Фарні (нім. Fahrni) — громада  в Швейцарії в кантоні Берн, адміністративний округ Тун.

## Географія
Громада розташована на відстані близько 24 км на південний схід від Берна.
Фарні має площу 6,7 км², з яких на 5,1% дозволяється будівництво (житлове та будівництво доріг), 67,4% використовуються в сільськогосподарських цілях, 26,4% зайнято лісами, 1,1% не є продуктивними (річки, льодовики або гори).

## Демографія
2019 року в громаді мешкало 819 осіб (+10,5% порівняно з 2010 роком), іноземців було 3,2%. Густота населення становила 123 осіб/км².
За віковим діапазоном населення розподілялося таким чином: 21,1% — особи молодші 20 років, 59,2% — особи у віці 20—64 років, 19,7% — особи у віці 65 років та старші. Було 341 помешкань (у середньому 2,4 особи в помешканні).
Із загальної кількості 202 працюючих 96 було зайнятих в первинному секторі, 32 — в обробній промисловості, 74 — в галузі послуг.